# Steve Holmes
Steve Holmes (23 de març de 1961) és un actor de cinema pornogràfic alemany que va començar la seva carrera el 1997. És un saxó de Transsilvània nascut a Sibiu (Romania). El 1968, la seva família va travessar la frontera turca mentre estaven de vacances a Bulgària i va buscar asil al consolat alemany a Istanbul.
Des del 2002 ha estat vivint i treballant a Los Angeles i Budapest. També va començar a dirigir pel·lícules el 2003, treballant per a la productora Platinum X Pictures amb Manuel Ferrara, Brandon Iron i Michael Stefano. El mateix any, va començar a dirigir per a Evil Angel, on va realitzar pel·lícules com Anal Cum Addicts, Anals POV Sluts, Anal Romance, Teenage Cum Guzzlers, Euro Girls Never Say No To Anal, Nothing Butt Fun, Pappa Holmes Lil Girls, Sexy Anal Euro Teens, Steve Holmes Perversions i The Pussy Is Not Enough. Ha rebut nombrosos premis a Barcelona, Belgrad, Berlín, Brussel·les i Las Vegas, tan prestigiosos com el Premi AVN al Millor intèrpret estranger masculí de l'any a Las Vegas en les edicions de 2005 i 2006.

## Premis
- 2001: Premi NIMFA al Millor actor de repartiment per Eternal Love[4]
- 2004: Premi AVN a la Millor escena de sexe de producció estrangera per Katsumi's Affair (amb Katsumi)[5]
- 2004: Premi XRCO Unsung Swordsman[6]
- 2004: Premi XRCO al Millor trio per Mason's Dirty Tricks (amb Julie Night i Manuel Ferrara)[6]
- 2005: Premi AVN al Millor intèrpret estranger masculí de l'any[7]
- 2006: Premi AVN al Millor intèrpret estranger masculí de l'any[8]
- 2007: Premi AVN a la Millor escena de sexe en una producció estrangera per Outnumbered 4 (amb Isabel Ice, Sandra Romain, Daura Venter, Cathy, Karina, Nicol, Puma Black, Erik Everhard i Robert Rosenberg)[9]
- 2011: Premi AVN a la Millor escena de sexe en una producció estrangera per Tori Black Nymphomaniac (amb Tori Black i Jazz Duro)[10]
- 2017: Premi AVN Hall of Fame Inductee
- 2018: Premi XBIZ al Millor intèrpret estranger masculí de l'any[11]
- 2019: Premi XBIZ al Millor intèrpret estranger masculí de l'any[12]